# Litworowy Staw Białowodzki
Litworowy Staw (niem. Litvorovysee', słow. Litvorové pleso, węg. Litvorovy-tó) – staw położony w odnodze Doliny Białej Wody – Dolinie Litworowej, w słowackiej części Tatr Wysokich. Znajduje się za stromym progiem i jest od strony północno-zachodniej zamknięty ryglem oraz regularnym, półkulistym wałem moreny czołowej. Położony jest na wysokości 1863 m. Według pomiarów pracowników TANAP-u z lat 60. XX w. jego powierzchnia to 1,67 ha, wymiary 181 × 162 m i głębokość ok. 19,1 m. Ma pojemność 127 000 m³. Pierwszych pomiarów dokonała w 1929 r. ekipa kierowana przez Wiktora Ormickiego. Według informacji „Przeglądu Zakopiańskiego” z 1899 r. w pobliżu stawu pochowani są dwaj zbójnicy, zabici przez juhasów.
Znad brzegów stawu widok na masyw Rumanowego Szczytu, Ganek, Rysy i Niżnie Rysy, wywierający, jak pisze Józef Nyka, „przejmujące wrażenie”.
Przy szlaku kilka metrów od brzegu (na północny wschód od stawu) znajduje się dość solidna koleba zapewniająca schronienie nawet 3–4 osobom w razie załamania pogody.

## Szlaki turystyczne
– niebieski szlak z Łysej Polany przechodzi obok stawu i biegnie dalej na Rohatkę.
- Czas przejścia z Łysej Polany do Litworowego Stawu: 3:45 h, ↓ 2:50 h
- Czas przejścia od Litworowego Stawu na Rohatkę: 1:15 h, ↓ 1 h

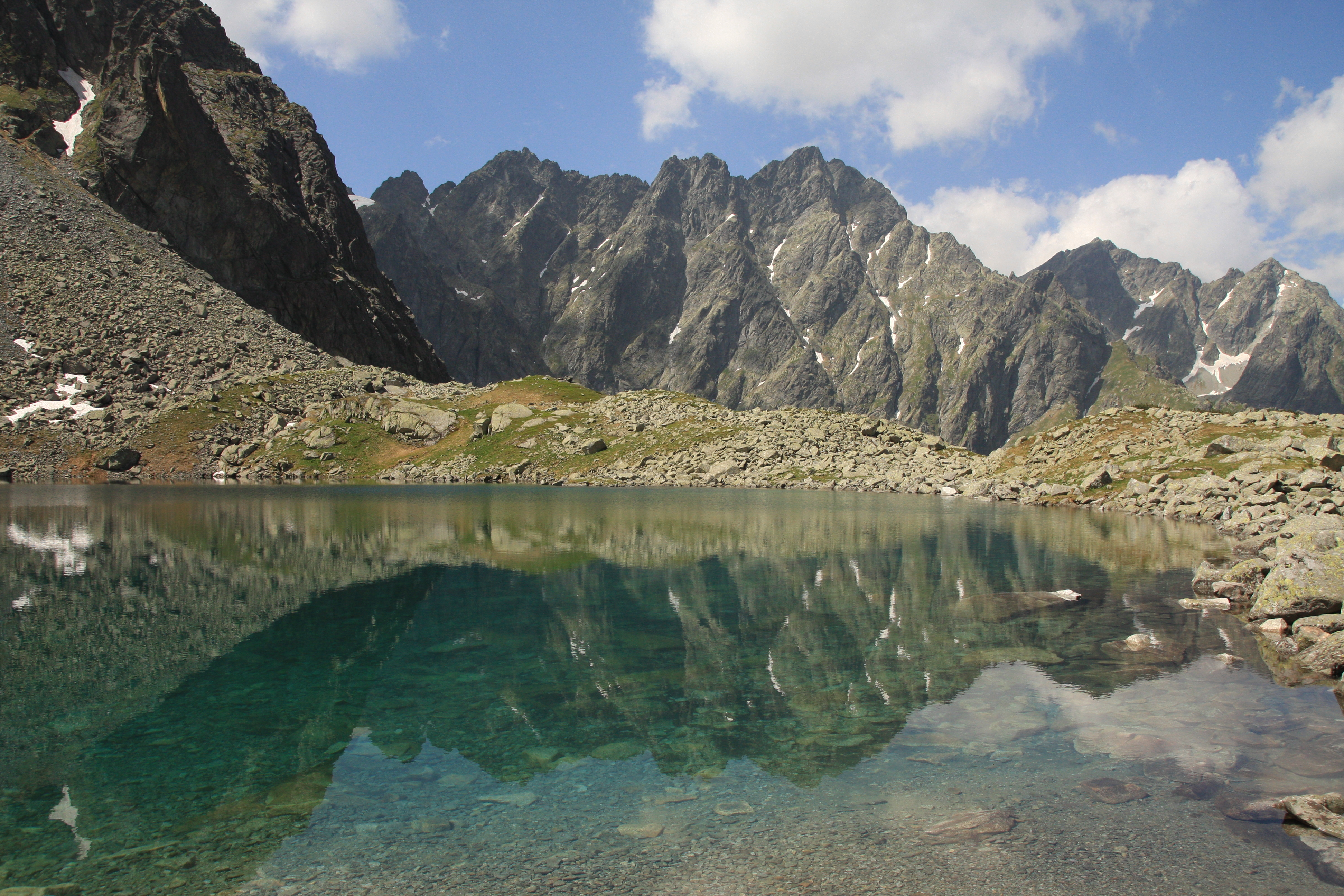
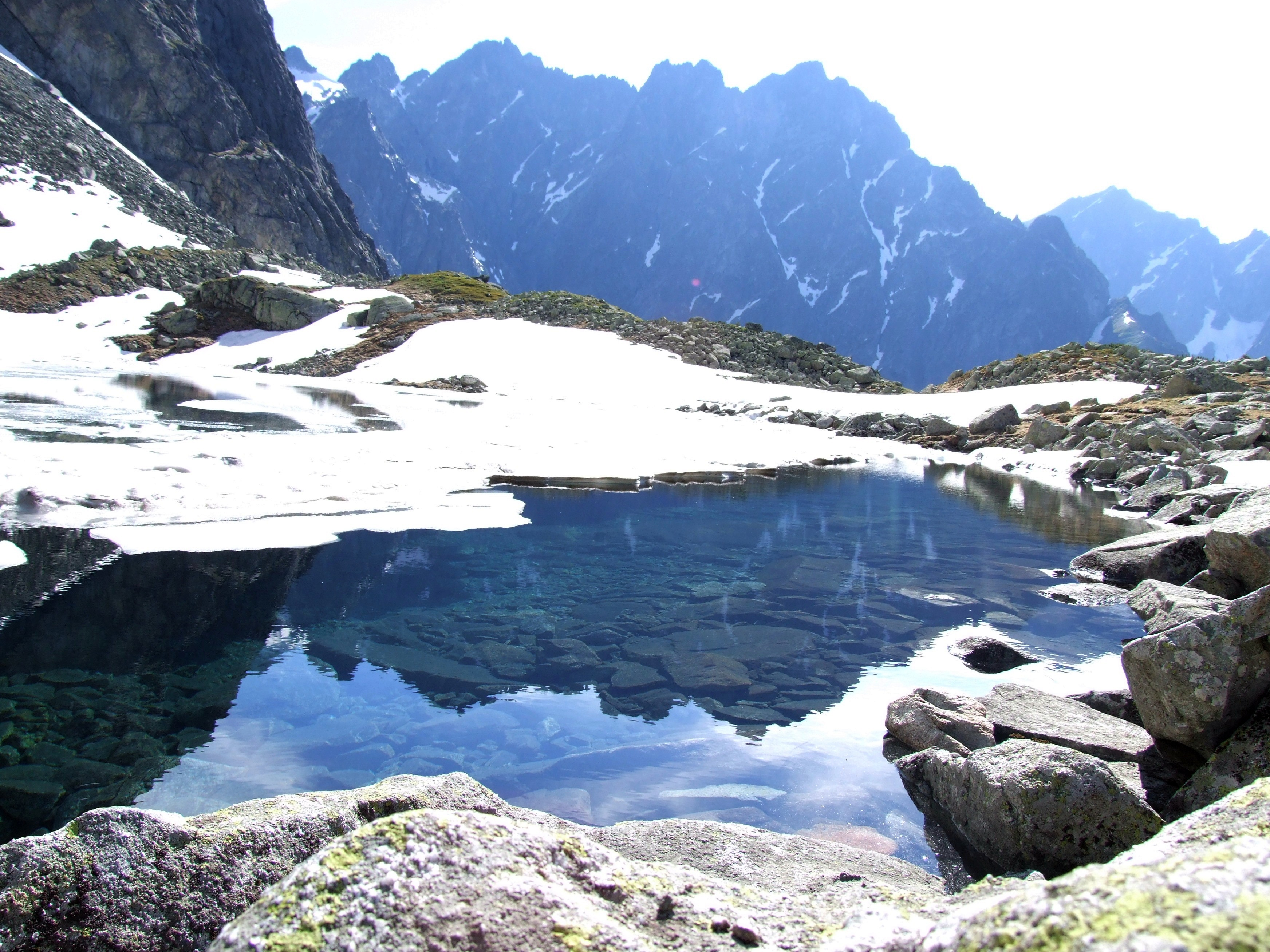
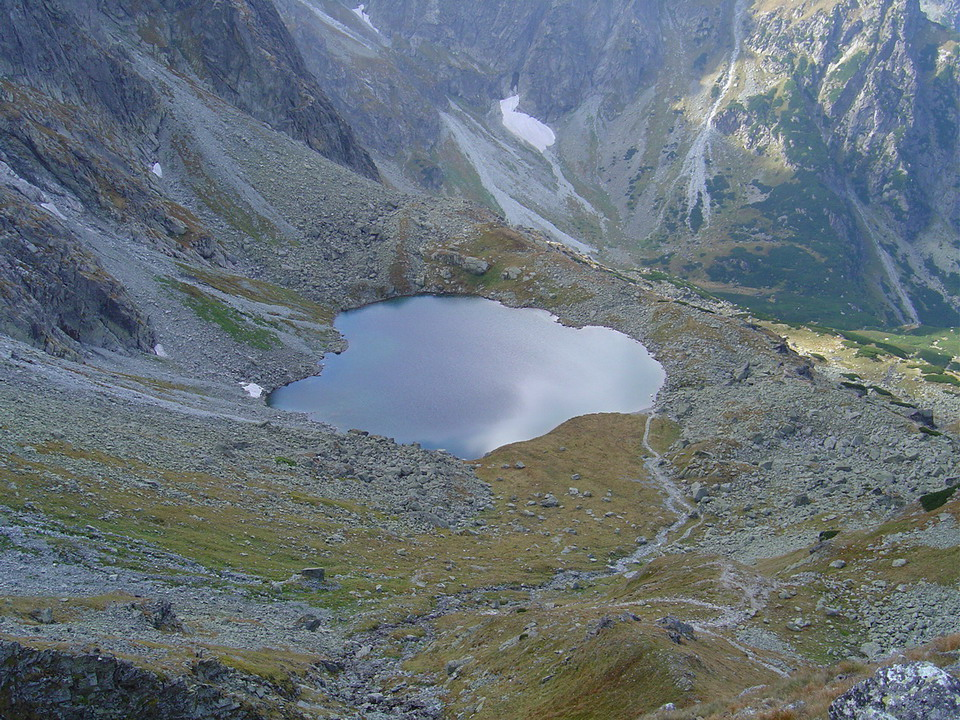